# Морфизам
Морфизам је пресликавање из једне у другу математичку стуктуру, при којем структура остаје очувана.
У теорији скупова морфизми су функције, у линеарној алгебри су линеарне трансформације у теорији група су морфизми група, у топологији су непрекидна пресликавања.

## Хомоморфизам и подврсте
Хомоморфизам је пресликавање између две алгебарске структуре истог типа, које чува њихову форму. 
Врсте хомоморфизама:
- Изоморфизам је бијективни хомоморфизам. Два објекта су изоморфна ако постоји изоморфизам између њих. Изоморфни објекти су потпуно неразазнатљиви што се тиче структуре која је у питању.
- Епиморфизам је сурјективни хомоморфизам.
- Мономорфизам је инјективни хомоморфизам.
- Ендоморфизам је хомоморфизам са неког објекта на самог себе се зове .
- Аутоморфизам је ендоморфизам који је и изоморфизам.
- Хомеоморфизам је непрекидни изоморфизам (непрекидни бијективни хомоморфизам) чији је и инверз непрекидна функција.[1]